# Levene Gouldin & Thompson Tennis Challenger 2009
Il Levene Gouldin & Thompson Tennis Challenger 2009 è un torneo professionistico di tennis maschile giocato sul cemento, che faceva parte dell'ATP Challenger Tour 2009. Si è giocato a Binghamton negli USA dal 10 al 16 agosto 2009.

## Partecipanti

### Teste di serie
| Nazionalità | Giocatore        | Ranking* | Testa di serie |
| ----------- | ---------------- | -------- | -------------- |
| Uzbekistan  | Denis Istomin    | 67       | 1              |
| Cile        | Paul Capdeville  | 85       | 2              |
| Australia   | Chris Guccione   | 128      | 3              |
| Cipro       | Marcos Baghdatis | 136      | 4              |
| Australia   | Carsten Ball     | 145      | 5              |
| Israele     | Harel Levy       | 149      | 6              |
| Sudafrica   | Kevin Anderson   | 151      | 7              |
| India       | Somdev Devvarman | 153      | 8              |

- Ranking al 3 agosto 2009.

### Altri partecipanti
Giocatori che hanno ricevuto una wild card:
- Prakash Amritraj
- Lester Cook
- Cecil Mamiit
- Blake Strode
- Tim Smyczek (Special Exempt)

Giocatori passati dalle qualificazioni:
- Luigi D'Agord
- Laurynas Grigelis (Lucky Loser)
- Ryan Harrison
- Roy Kalmanovich
- Tigran Martirosyan (Lucky Loser)
- Igor Sijsling

## Campioni

### Singolare
Paul Capdeville ha battuto in finale  Kevin Anderson con il punteggio di 7–6(7), 7–6(11)

### Doppio
Rik De Voest /  Scott Lipsky hanno battuto in finale  Carsten Ball /  Kaes Van't Hof con il punteggio di 7–6(2), 6–4